# Délégation de Fermo

La délégation apostolique de Fermo fut une subdivision administrative de l’état pontifical, instituée en 1816 par le pape Pie VII sur le territoire des Marches.
Dans sa configuration définitive de 1831, elle confinait à l’ouest et au nord avec la délégation de Macerata, à l’est avec la mer Adriatique, au sud avec la délégation d'Ascoli.
C’était une délégation de 2e classe.

## Histoire

### Origine et institution
La province pontificale tire son origine  de l’antique  Comité de Fermo restauré dans ses confins après la restauration, dite motu proprio, du 6 juillet 1816 par Pie VII ; mais en démembrant le département de Tronto.

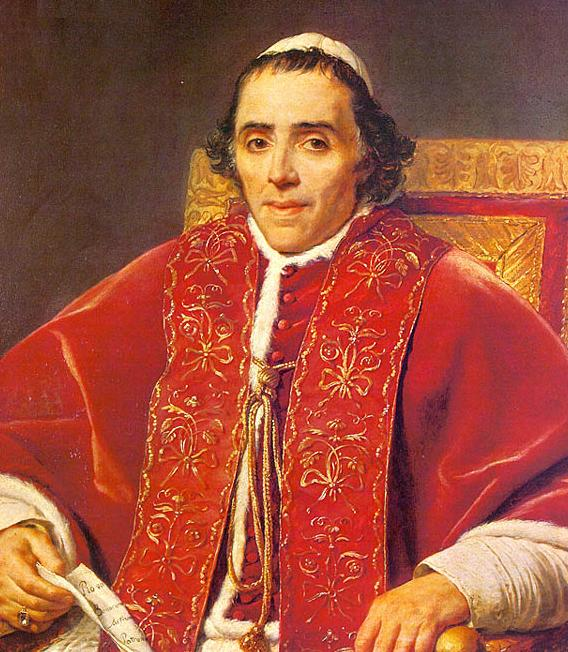
Pie VII

À la suite de l'édit du cardinal secrétaire d'État Ercole Consalvi du 26 novembre 1817 (avec effet à partir du 1er janvier 1818), la délégation apostolique subit une première modification significative par l’achat de cinq nouvelles communes : une de la délégation de Macerata et quatre de la délégation d’Ascoli.

### Union avec la délégation d’Ascoli
Le successeur de Pie VII, Léon XII, dans le cadre d’une réforme territoriale plus radicale, unifia la délégation de Fermo à celle d’Ascoli pour créer la délégation apostolique de Fermo et Ascoli (it).
La décision papale, nommée motu proprio, du 5 octobre 1824 avec mise en application le 1er janvier 1825, fut ensuite suivie de nouvelles dispositions qui apportèrent, dès le 21 décembre 1827, quelques variations territoriales qui donnèrent à la délégation une conformation maintenue sous le royaume d'Italie en tant que province d'Ascoli Piceno.

### Nouvelle séparation
La circonscription est dissoute à cause des mouvements insurrectionnels de 1831, par ordre du général Giuseppe Sercognani (it) (23 janvier 1831). Même après le rétablissement du gouvernement pontifical, la dissolution fut maintenue. Le 5 juillet, Grégoire XVI confirma la séparation dans un édit signé par le secrétaire d’État Tommaso Bernetti.f

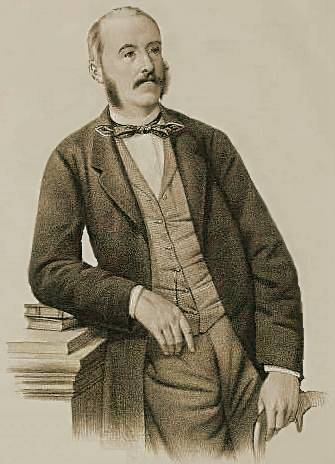
Le premier ministre Marco Minghetti

### Légation des Marches
le 22 novembre 1850, Pie IX, de retour d’exil de Gaeta, réforma l’organisation territoriale de l’État de l’Église en regroupant toutes les précédentes provinces en quatre grandes légations, plus la circonscription de Rome (États pontificaux). Les délégations des Marches, dont Ascoli, furent insérées dans la Légation des Marches (II Légation).

### Suppression
Après l'unité italienne, les délégations furent maintenues en partie comme provinces du royaume et en partie supprimées (comme la délégation de Fermo). Avec le décret Minghetti du 22 décembre 1860, le gouvernement piémontais incorpora de nouveau la délégation de Fermo à celle d’Ascoli, créant ainsi la province de Ascoli Piceno et laissant la cité de Fermo comme siège de circonscription.

## Territoire et population
La délégation apostolique de Fermo constitua le centre de la moderne province de Fermo. Entre l’ancienne et la nouvelle circonscription, il n’existe ni continuité temporelle ni pleine identité territoriale ; en furent toujours exclus les communes de Amandola et Montefortino (aujourd’hui en province de Fermo), alors qui y entrèrent d’autres communes des provinces de Ascoli Piceno et Macerata.

### Données démographiques
En 1816, la population était de 77 089 habitants et de 89 404 en 1833. La superficie territoriale en 1833 était nettement plus importante de celle de l’actuelle province de Fermo (880,26 contre 859,51 km2). Le chef-lieu comptait 19 673 habitants en 1816 et seulement 13 958 en 1833.

## Source de traduction
- (it) Cet article est partiellement ou en totalité issu de l’article de Wikipédia en italien intitulé « delegazione apostolica di Fermo » (voir la liste des auteurs) le 15/07/2012.